# Roberto Tricella
Roberto Tricella (Cernusco sul Naviglio, 18 maart 1959) is een voormalig voetballer uit Italië, die als verdediger uitkwam voor Internazionale, Hellas Verona, Juventus en Bologna.

## Interlandcarrière
Tricella kwam tussen 1984 en 1987 tot elf officiële interlands voor Italië. Onder leiding van bondscoach Enzo Bearzot maakte hij zijn debuut voor de nationale ploeg op 8 december 1984 in de vriendschappelijke wedstrijd tegen Polen (2-0) in Pescara. Hij viel in dat duel in de rust in voor Giuseppe Bergomi. Ook aanvaller Aldo Serena (Torino) maakte in dat duel voor het eerst zijn opwachting in de Italiaanse ploeg.
Tricella maakte deel uit van de selectie die deelnam aan het WK voetbal 1986, maar hij kwam niet in actie tijdens de eindronde in Mexico. Hij fungeerde als achtervanger van libero Gaetano Scirea. Twee jaar daarvoor nam hij namens zijn vaderland deel aan de Olympische Spelen in Los Angeles, waar Italië als vierde eindigde.

## Erelijst
Internazionale
- Coppa Italia

1978
 Hellas Verona
- Serie A

1985
 Juventus
- Coppa Italia

1990